# Neustadt am Rennsteig
Neustadt am Rennsteig è una frazione della città tedesca di Großbreitenbach.

## Storia
Il 1º gennaio 2019 il comune di Neustadt am Rennsteig venne soppresso e aggregato alla città di Großbreitenbach.

## Amministrazione

### Gemellaggi
- Ehringshausen, dal 1990

Neustadt è membro del gemellaggio internazionale "Neustadt in Europa", che riunisce 36 città e comuni che portano nel nome la dicitura Neustadt ("città nuova").